# Синтетический язык
Синтети́ческие языки́ — типологический класс языков, в которых преобладают синтетические формы (флексия или агглютинация) выражения синтаксических отношений в предложении. Флексия — это добавление морфем к корневому слову, где каждая морфема придает одно и более грамматических свойств, а агглютинация — это сочетание двух или более морфем в одно слово, где каждая морфема выражает только одно грамматическое свойство. Информация, добавляемая морфемами, может включать указания грамматической категории слова, например, является ли слово субъектом или объектом в предложении. Морфология может быть реляционной или деривационной.
Синтетические языки противопоставляются аналитическим языкам, в которых грамматические значения выражаются при помощи служебных слов, и полисинтетическим языкам, в которых в пределах цельнооформленного комплекса (внешне напоминающего слово) объединено несколько именных и глагольных лексических значений.
Основание для деления языков на синтетические, аналитические и полисинтетические по сути является синтаксическим, поэтому это деление пересекается с морфологической классификацией языков, но не совпадает с ней. Деление языков на синтетические и аналитические предложил Август Шлейхер (изначально только для флективных языков, позднее он распространил его на языки агглютинативные).
В синтетических языках грамматические значения выражаются в пределах самого слова (аффиксация, внутренняя флексия, ударение, супплетивизм), то есть формами самих слов. Для выражения отношений между словами в предложении могут быть использованы также элементы аналитического строя (служебные слова, порядок знаменательных слов, интонация).
Морфемы, входящие в слово в синтетических языках, могут объединяться по принципу агглютинации, фузии, претерпевать позиционные чередования (например, тюркский сингармонизм). Синтетические формы встречаются в значительной части языков мира. Поскольку язык в принципе не бывает типологически однородным, термин «синтетические языки» применяется на практике к языкам с достаточно высокой степенью синтеза, например русскому, латинскому, армянскому, немецкому, тюркским, финно-угорским, большинству семито-хамитских.